# Environnement en Antarctique
L'environnement en Antarctique est l'environnement (ensemble des éléments - biotiques ou abiotiques - qui entourent un individu ou une espèce et dont certains contribuent directement à subvenir à ses besoins) de l'Antarctique.
Quelque 98 % de sa surface sont recouverts d'une couche de glace d'une épaisseur moyenne de 1,6 km. L'intérieur du continent constitue le plus grand désert du monde. La biodiversité se concentre dans le milieu marin.
La fonte des glaciers de l'Antarctique, notamment de ceux de l’ouest, s’accélère depuis quarante ans. Due au réchauffement climatique lié aux émissions humaines de gaz à effet de serre, elle jouera un rôle clé dans la montée du niveau des océans dans les siècles à venir.

## La biodiversité en Antarctique
Quelque 98 % de sa surface sont recouverts d'une couche de glace d'une épaisseur moyenne de 1,6 km. 
L'Antarctique est le continent dont le climat est le plus froid, le plus sec et le plus venteux. Puisqu'il n'y tombe que peu de précipitations, excepté sur ses parties côtières où elles sont de l'ordre de 200 mm/an, l'intérieur du continent constitue le plus grand désert du monde.
L'Antarctique est l'une des huit écozones ou régions biogéographiques terrestres. L'océan Austral contient une biomasse importante grâce à une remontée d'eau (upwelling en anglais) par de forts courants marins d'eau froide en cette zone, qui apporte énormément de nutriments (sels nutritifs) et d'oxygène. Cette biomasse est d'autant plus riche par la présence de la convergence antarctique, véritable « frontière climatique » entre les autres océans et l'océan Austral aux eaux plus froides et moins salées. La richesse de cette biodiversité marine dont sa faune et sa flore benthiques, s'oppose à celle terrestre, c'est-à-dire aux côtes, beaucoup plus pauvre voire inexistante à l'intérieur de l'inlandsis. En effet le climat de la région antarctique ne permet pas une végétation dense et une vie animale foisonnante. Les températures glaciales, la pauvre qualité du sol, le manque d'humidité et de luminosité empêchent les plantes de se développer et la faune de prospérer. On n'y trouve ni arbre ni arbuste et seulement 1 % du continent est colonisé par les plantes. Les zones les plus favorables sont les parties côtières occidentales, la péninsule Antarctique et les îles sub-antarctiques.
Seuls des plantes et des animaux adaptés au froid, au manque de lumière et à l'aridité y vivent, comme des manchots, des phoques, des poissons, des crustacés, des mousses, des lichens et de nombreux types d'algues. La biodiversité marine est en revanche importante.
Considéré comme une réserve naturelle, le continent est protégé par la Convention sur la conservation de la faune et la flore marines de l'Antarctique (CCAMLR) et divers accords internationaux sur la protection de la biodiversité et sur la restriction du tourisme.

### Faune
La colonie de Halley est une colonie de manchots empereurs située dans la mer de Weddell, en Antarctique. Jusqu'en 2015, il s'agissait de la deuxième plus importante colonie de manchots empereurs au monde, avec jusqu'à 25 000 couples venant s'y reproduire chaque année.
En 2016, 2017 et 2018, presque tous les poussins de la colonie sont morts en raison de la fonte de leur habitat, en conséquence du réchauffement climatique.

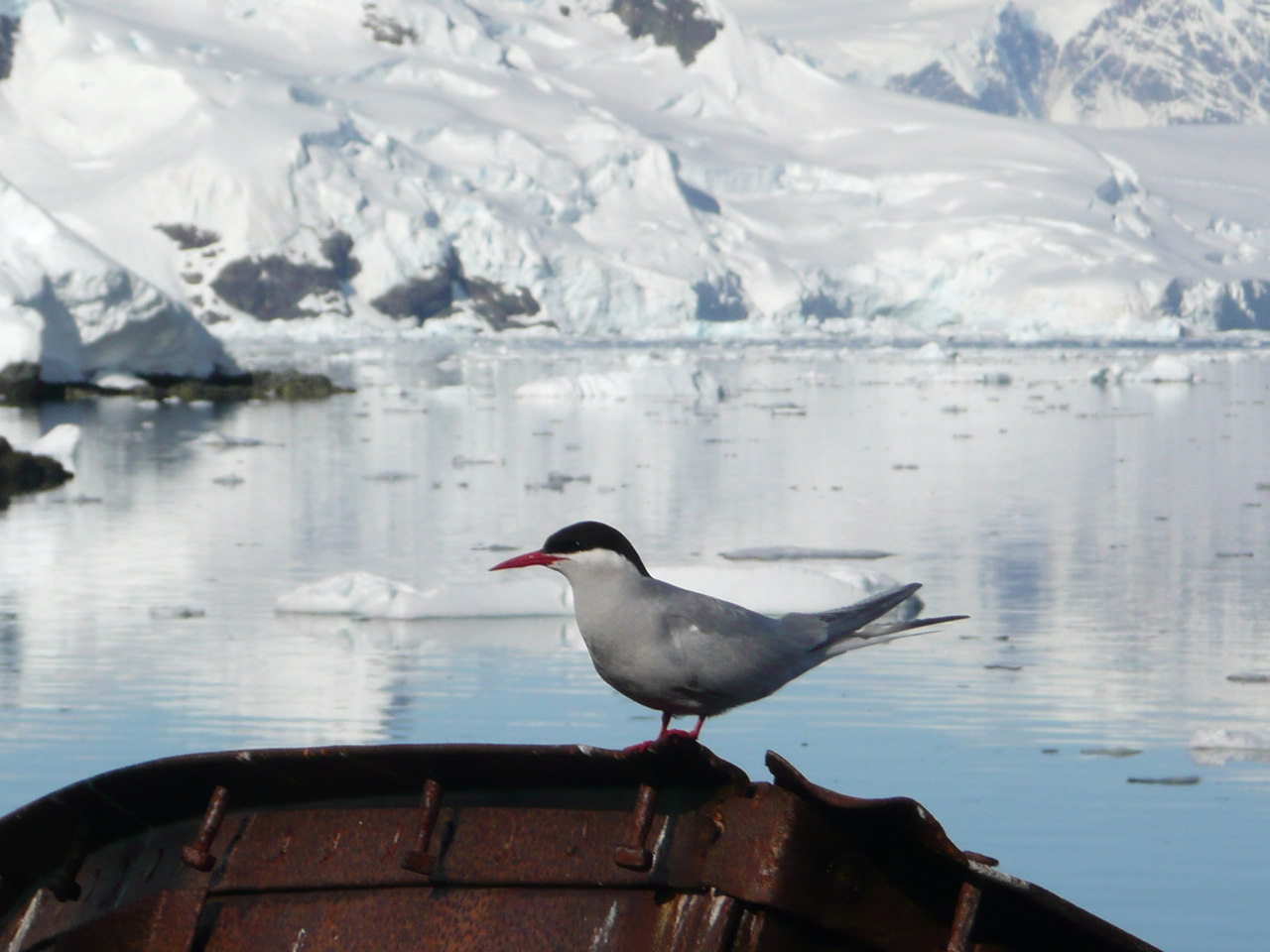
Une sterne couronnée (Sterna vittata) posée sur une épave à l'île Entreprise.
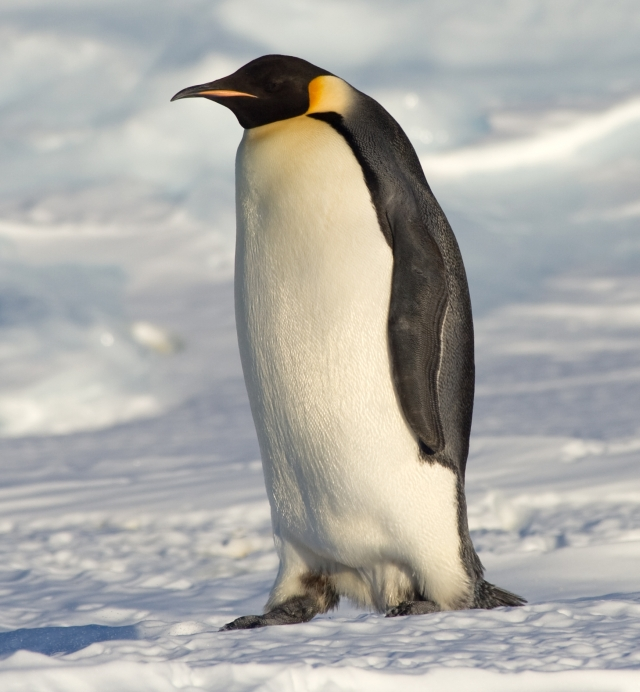
Un manchot empereur (Aptenodytes forsteri) adulte en Terre Adélie.
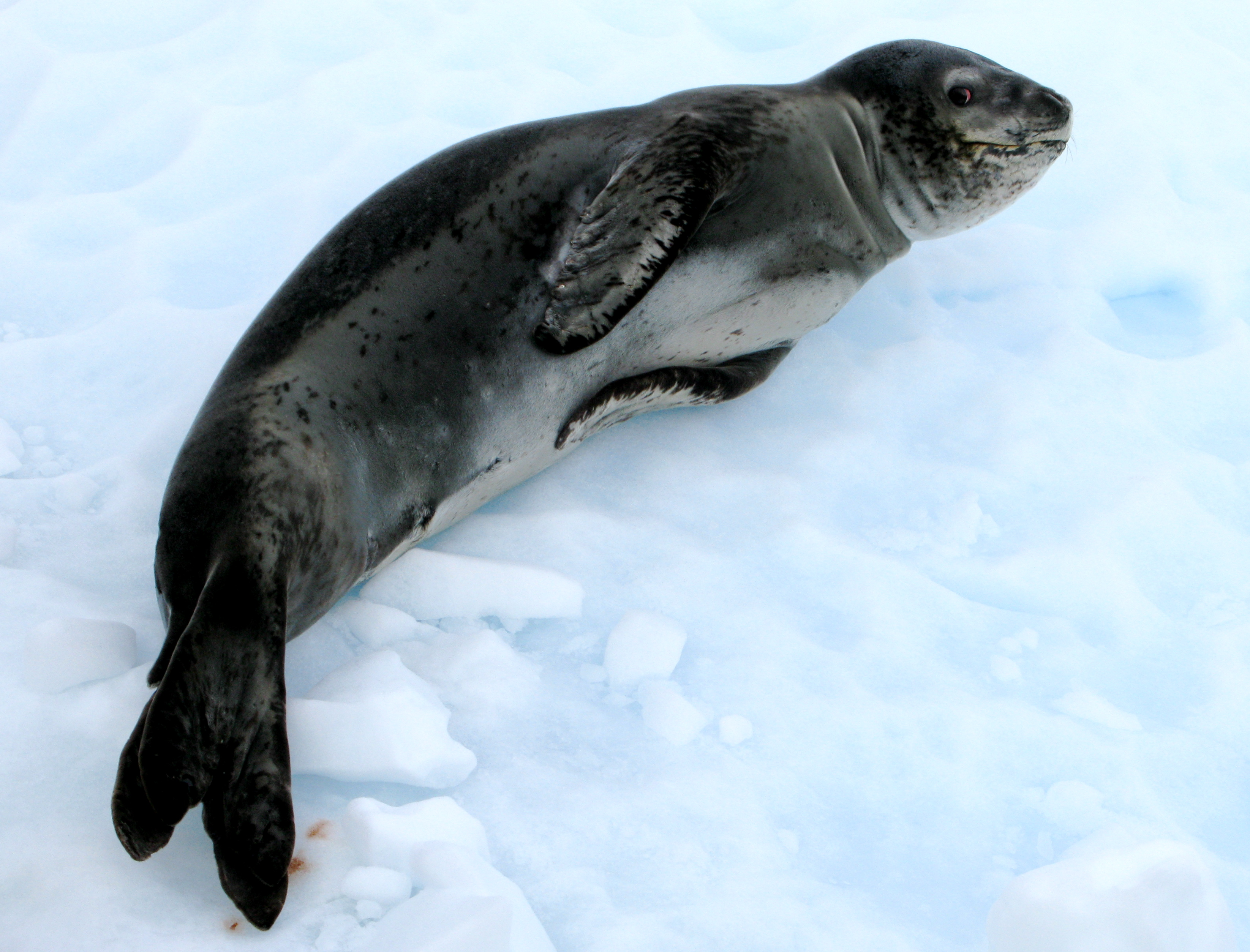
Un léopard des mers (Hydrurga leptonyx) se reposant sur un iceberg.
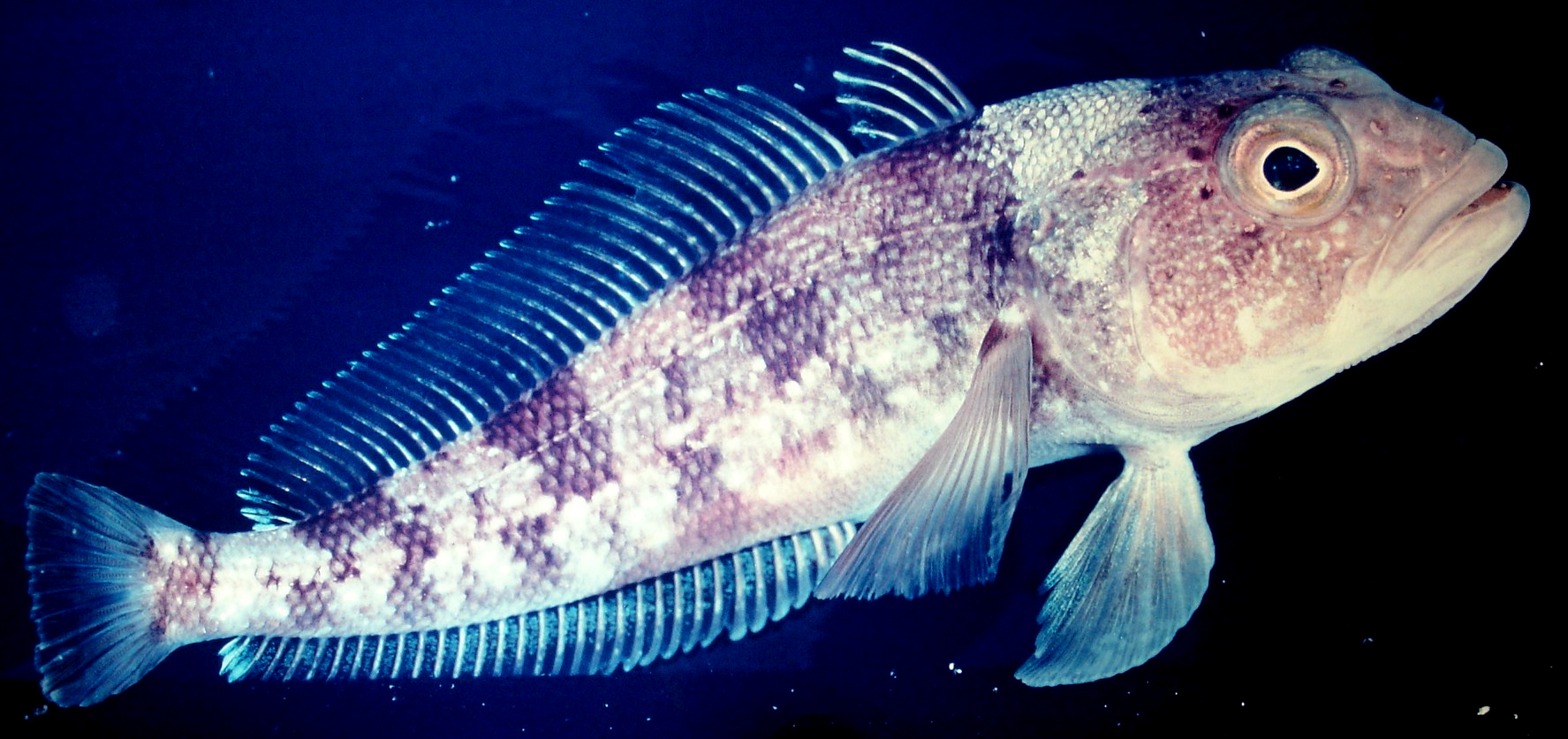
Un « poisson des glaces » Trematomus bernacchii

### Flore

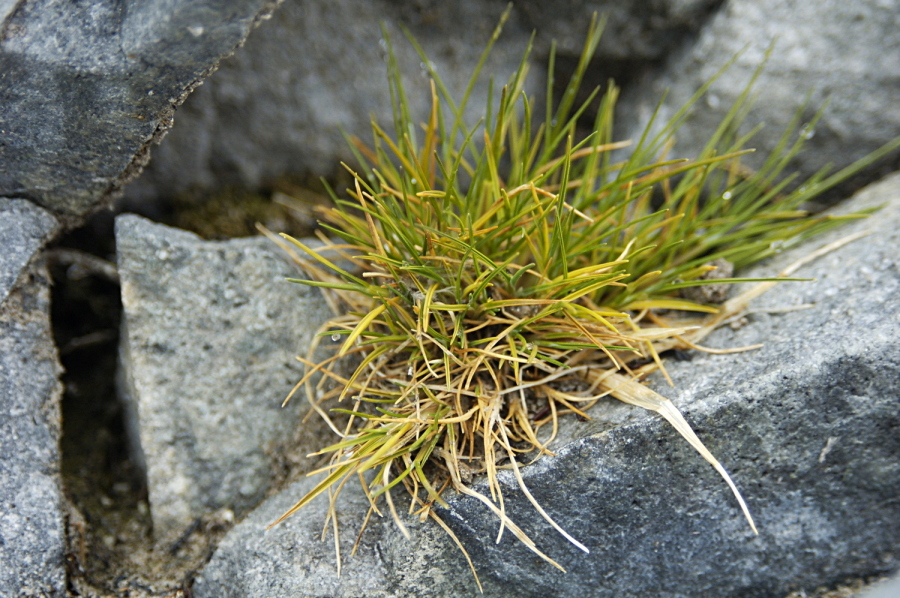
Canche antarctique (Deschampsia antarctica).
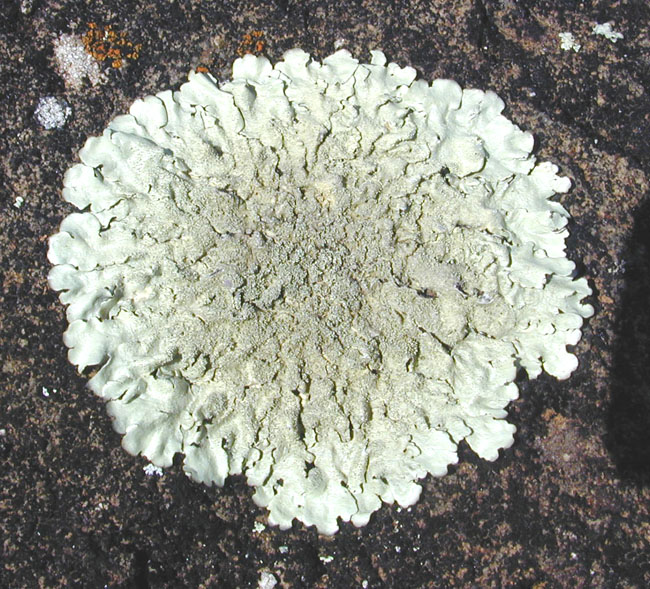
Plus de 200 espèces de lichens ont été répertoriées en Antarctique.
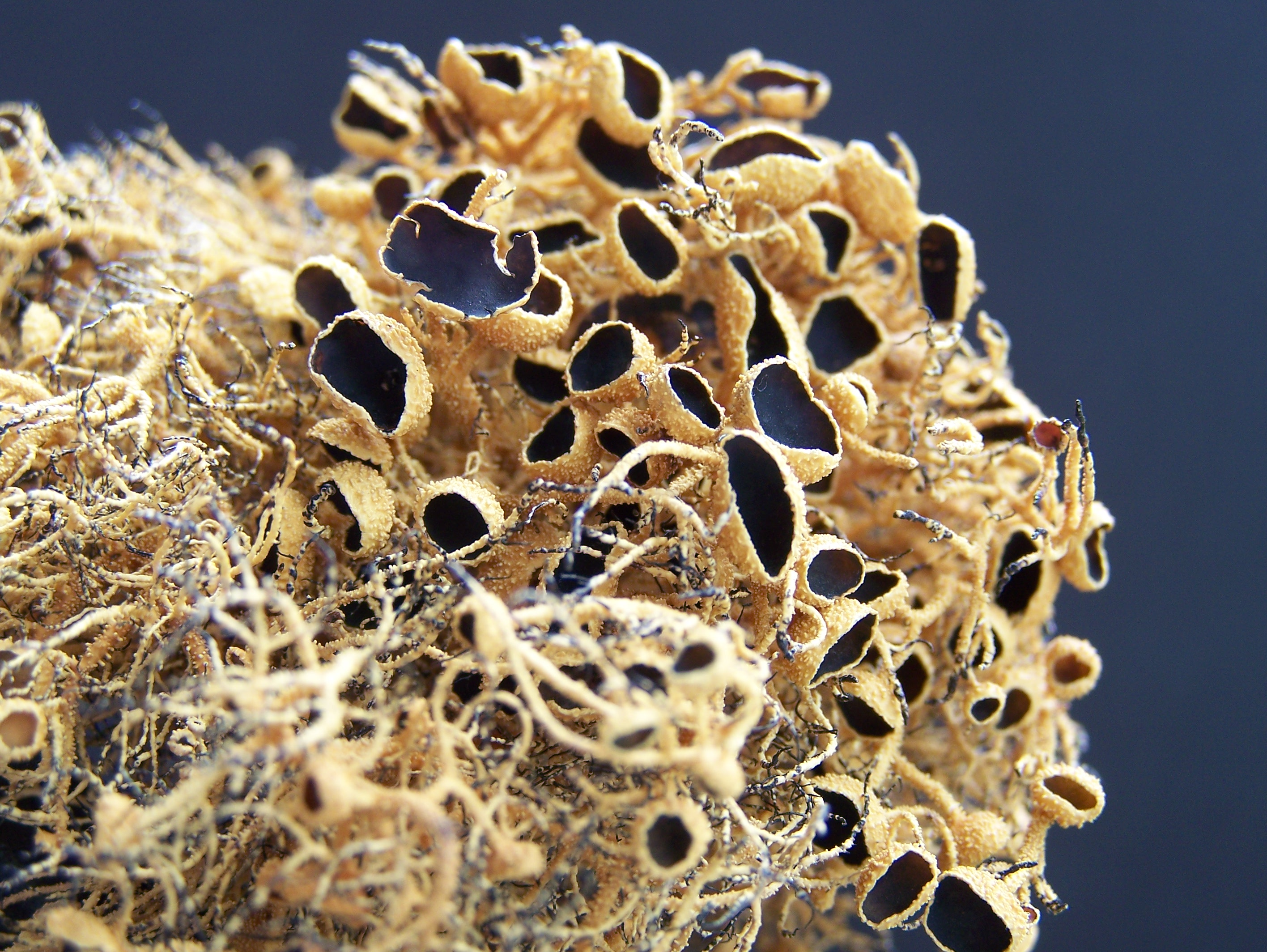
Usnée antarctique (Usnea antarctica).
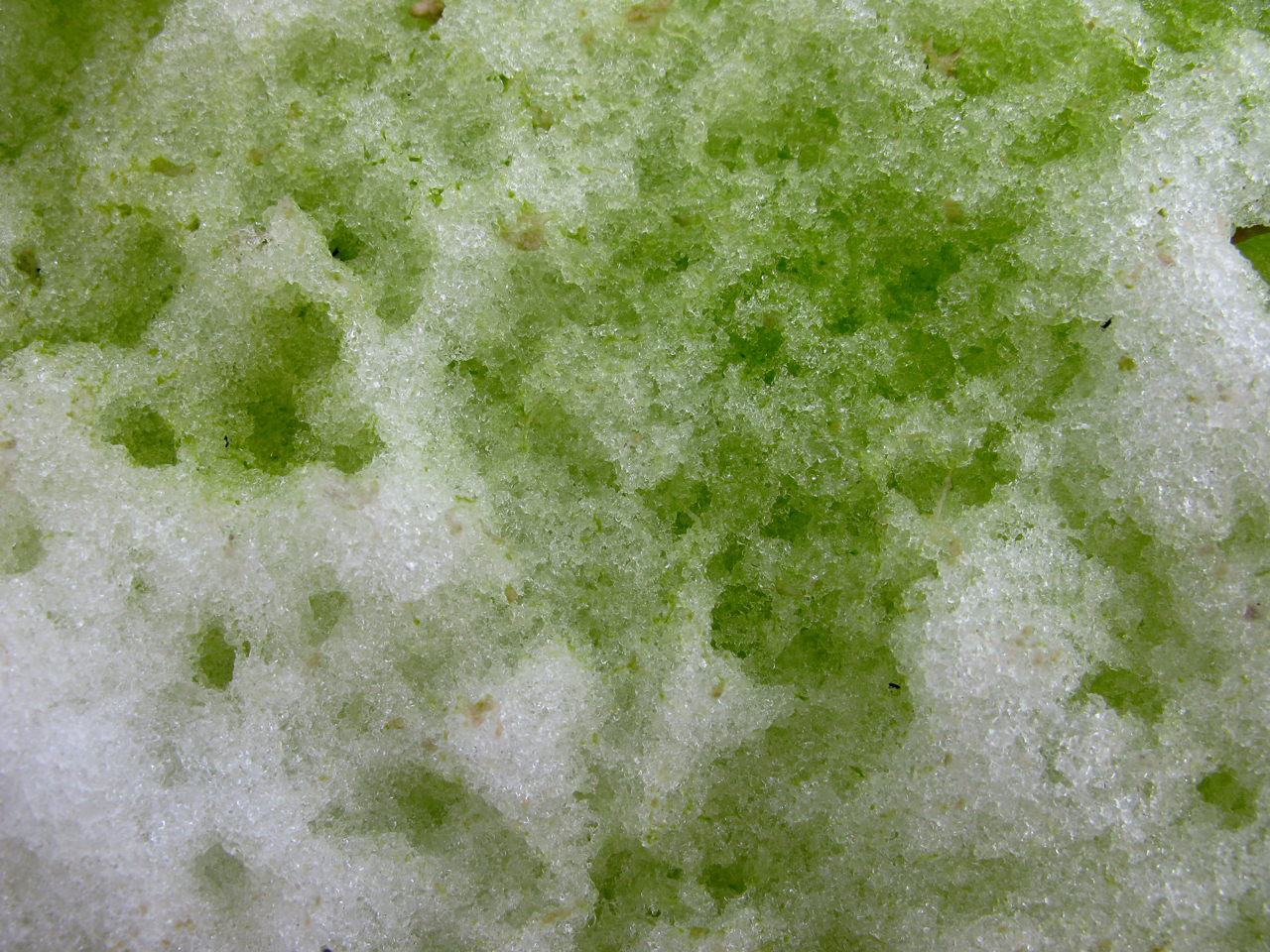
Algue des neiges (Chlamydomonas nivalis) sur l'île Galindez.

## Impacts sur les milieux naturels

### Activités humaines

#### Tourisme

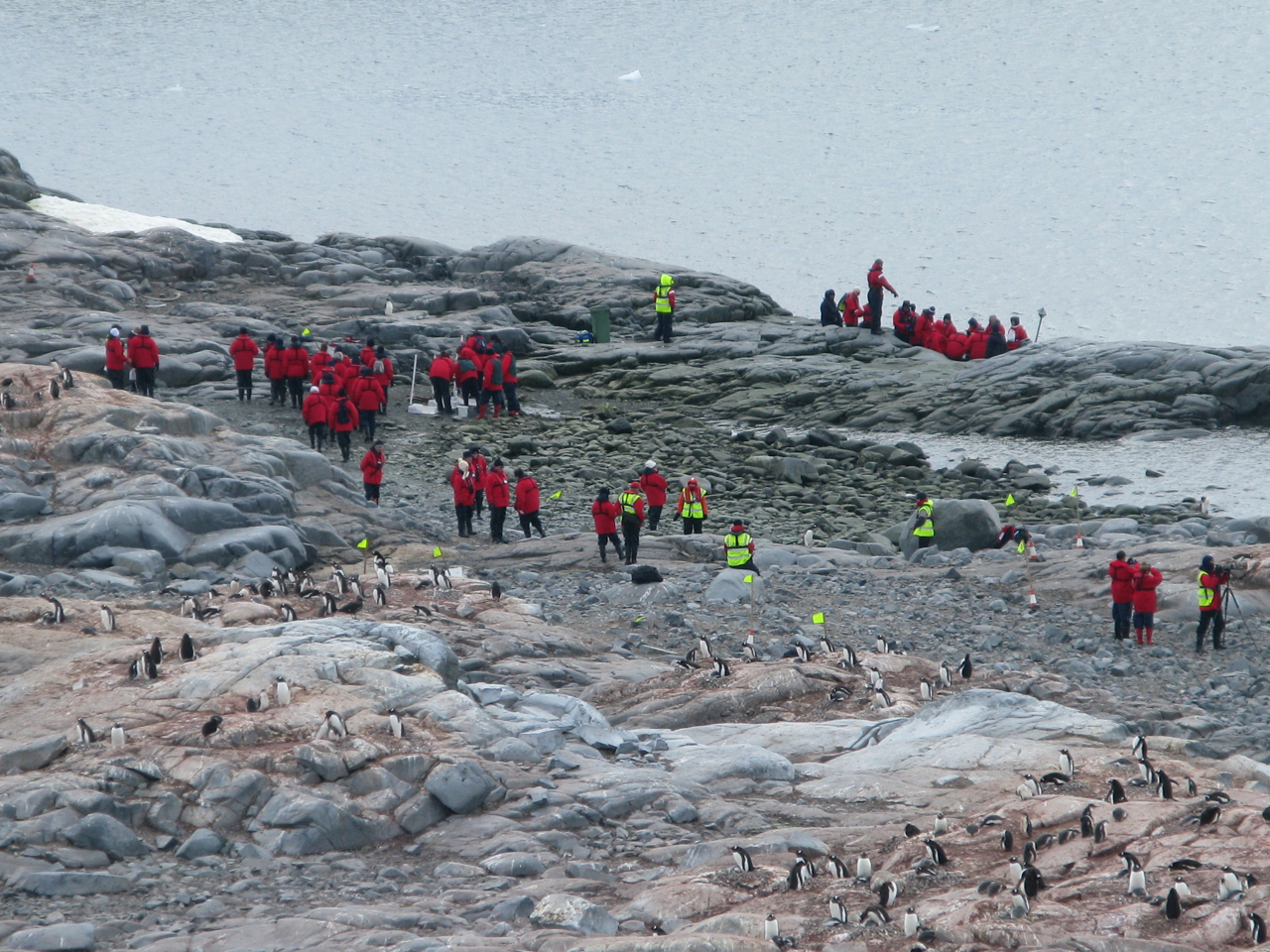
Un groupe de touristes débarque à l'île de Cuverville au milieu d'une colonie de Manchots papous.

Modeste ressource jusque dans les années 1980, le tourisme attire de plus en plus de visiteurs : 10 000 en 2000, 37 000 en 2010, 74 000 en 2019 soit 14 fois plus de touristes que de scientifiques présents. La majorité des touristes se concentre durant l'été à proximité de la péninsule Antarctique. Depuis 1991, des mesures de régulation et de protection ont été prises. L'Association internationale des voyagistes antarctiques (IAATO), qui regroupe 80 % des voyagistes opérant sur ce continent, a établi un code de conduite, prône un tourisme éducatif et coopère avec les scientifiques en mettant à leur service la logistique et les moyens de transport. Aussi les États se sont inspirés de ses travaux et données pour élaborer un code international très contraignant.

### Impacts de l'urbanisation
À part les bases scientifiques, il n'y a pas d'habitat humain permanent et l'Antarctique n'a pas de population autochtone connue. 

## L'exposition aux risques

### Réchauffement climatique et recul du trait de côte
La fonte des glaciers de l'Antarctique, notamment de ceux de l’ouest, s’accélère depuis quarante ans. Elle jouera un rôle clé dans la montée du niveau des océans dans les siècles à venir.
En juillet 2024 (hiver en Antarctique), les températures ont grimpé en moyenne de 10°C au dessus de la normale au cours du mois dernier, et même de 28°C certains jours, lors d'une vague de chaleur presque record.
À cause de la fonte des glaces en Antarctique, la station britannique Halley VI a été déplacée en 2017 pour éviter qu'elle ne se retrouve sur un iceberg à la dérive.
Le réchauffement climatique menace les colonies de manchots empereurs.